# Eugen Bönsch
Eugen Bönsch (1. května 1897 Velká Úpa – 24. července 1951 Ehrwald, v Rakousku ve spolkové zemi Tyrolsko), byl jedním z nejúspěšnějších stíhacích pilotů k.u.k. Luftfahrtruppen (rakousko-uherských vojenských vzdušných síl) v první světové válce a průkopník bezmotorového létání v Čechách.

## Život
Bönsch vstoupil do rakousko-uherské armády jako dobrovolník v roce 1915. Po základním výcviku byl na vlastní žádost převelen k letectvu. Zpočátku byl mechanikem u Fliegerersatzkompanie 6 ve Vídeňském Novém Městě. Poté byl v roce 1917 vycvičen jako polní pilot ve Fliegerersatzkompanie 8. Následně byl přidělen k rotě stíhacích pilotů Flik 51J poblíž Ajdovščiny (německy Haidenschaft), která bojovala v bitvách na Soči.U této roty zůstal až do konce války. Pozdějším velitelem jednotky byl nadporučík Benno Fiala von Fernbrugg. Bönschova jednotka byla ke konci války stále více využívána pro podporu pěchoty. Během bitvy o Vittorio Veneto dosáhl několika vzdušných vítězství navzdory drtivé přesile spojeneckých leteckých sil.
V období první československé republiky byl Eugen Bönsch spolumajitelem Luční boudy (německy Wiesenbaude) v Krkonoších a založil zde tradici bezmotorového létání. Kluzáky Wiesenbaude 1 a Wiesenbaude 2 si nechal vyrobit u německého konstruktéra Edmunda Schneidera. Za druhé světové války byl odveden do Luftwaffe (německého vojenského letectva), v hodnosti kapitána byl velitelem letecké základny Oschatz v Sasku.